# Tyrant il distruttore
Tyrant il distruttore (Resident Evil: The Umbrella Conspiracy), noto anche come Resident Evil 1. Tyrant il distruttore, è un romanzo di fantascienza-horror scritto nel 1998 da S. D. Perry come adattamento del primo capitolo della serie videoludica di Resident Evil.
A questo romanzo sono seguiti altri sei episodi, cinque dei quali editi in Italia quali supplemento Urania dall'ottobre 2001 al maggio 2002.

## Trama
Nel giugno del 1998, nelle vicinanze di Raccoon City sono ritrovati diversi cadaveri orrendamente massacrati e parzialmente divorati. Allo scopo di investigare sulla faccenda, accanto alla polizia locale comandata dal capo Irons, il sindaco Harris decide di richiedere l'intervento della S.T.A.R.S., una squadra speciale sotto la guida dell'ex direttore della N.S.D.A. Palmieri, composta da ex agenti operativi C.I.A., F.B.I. e militari, allo scopo di fronteggiare azioni terroristiche di affiliati a culti satanici.
Nei boschi circostanti villa Spencer, una bizzarra edificazione di proprietà della nota Umbrella Corporation, viene pertanto inviata una squadra S.T.A.R.S., contraddistinta con il nome in codice Bravo, a indagare sugli eventi occorsi. In immediata conseguenza all'arrivo della squadra Bravo nei dintorni di villa Spencer, però, i contatti con la stessa vengono interrotti e, immediatamente, la squadra Alpha, capitanata da Albert Wesker e composta dagli agenti Barry Burton, Chris Redfield e Jill Valentine, viene inviata in supporto ai compagni.
Poco prima della partenza, Jill Valentine, ex-ladra professionista figlia del noto Dick Valentine, viene contattata da un misterioso Trent, che le offre un minidisk con delle informazioni che, a suo dire, potrebbero essere per lei di fondamentale importanza.
Ritrovato l'elicottero della squadra Bravo abbandonato dopo un atterraggio di emergenza, i membri della squadra Alpha si ritrovano così a confronto con le insidie di villa Spencer, che scopriranno ben presto nascondere molto più di quanto si sarebbero potuti attendere.
Villa Spencer, infatti, altro non è che un edificio di copertura, costruito al di sopra di un immenso complesso sotterraneo, laboratori all'interno dei quali la Umbrella Corporation studiava e sviluppava nuovi virus e nuove armi biologiche a scopo militare. Un incidente in tale laboratorio, però, ha offerto al T-Virus possibilità di diffondersi, trasformando tutti gli scienziati lì impiegati in zombie bramosi di carne umana.
Nel mentre in cui Jill Valentine si ritroverà a confronto con i numerosi enigmi di villa Spencer, nella speranza di trovare una via di fuga dagli orrori della medesima; Chris Redfield incontrerà l'unica superstite della squadra Bravo, la giovane Rebecca Chambers; e Barry Burton scoprirà come il loro capitano, Albert Wesker, sia al servizio della Umbrella Corporation, lì inviato con l'incarico di recuperare i risultati delle ricerche condotte in quei laboratori e, successivamente, distruggere l'intero complesso.
Ricattato da Wesker, con minacce rivolte alla propria famiglia, Barry sarà inizialmente costretto a lavorare in contrasto ai propri stessi compagni di squadra per assicurare al capitano un accesso sicuro ai laboratori. Quando, tuttavia, per merito di Jill scoprirà l'inganno, tornerà a schierarsi con lei e con Chris e Rebecca, riuscendo, tutti insieme, a sventare i piani di Wesker e a fuggire dalla villa un istante prima della distruzione della medesima.
I sopravvissuti S.T.A.R.S., nel finale, decidono pertanto di impegnarsi a rivelare al mondo di quali orrori la Umbrella Corporation si è macchiata.

## Altre opere tratte dalla serie
Il primo romanzo ispirato a Resident Evil fu una storia intitolata Biohazard: The Beginning dell'autore Hiroyuki Ariga. Pubblicata nel 1997, come parte del libro The True Story of Biohazard, fu un bonus speciale per la versione per Sega Saturn di Biohazard. 
La storia era stata concepita quale preludio agli eventi dell'originale Resident Evil, nel corso della quale Chris Redfield indaga sulla scomparsa del proprio amico, Billy Rabbitson. I romanzi di S.D. Perry, e in particolare proprio Tyrant il distruttore, offrono diversi riferimenti agli eventi narrati in Biohazard: The Beginning, fra cui la scomparsa di Billy Rabbitson e la corsa del capo Irons alla carica di sindaco.
È stata anche scritta una trilogia di romanzi sull'originale Biohazard in Giappone. Hokkai no Yōjū è stata pubblicata nel 1998 e scritta da Kyū Asakura e dallo staff di Flagship. Altri due romanzi aggiuntivi sono stati pubblicati nel 2002, To the Liberty di Suien Kimura e Rose Blank di Tadashi Aizawa. Sebbene non esista alcuna traduzione ufficiale in inglese di queste opere, gli ultimi due libri sono stati tradotti in tedesco e pubblicati nel 2006.
L'adattamento dei tre film, con i titoli di Genesis, Apocalypse, e Extinction sono stati scritti da Keith R. A. DeCandido. Il romanzo Genesis è stato pubblicato due anni dopo il rispettivo film, mentre Extinction è stato pubblicato nel luglio 2007, due mesi prima del rilascio del film.
Esiste anche un adattamento giapponese del primo film, non correlato alla versione di DeCandido, scritto da Osamu Makino.

## Edizioni italiane
- S. D. Perry, Tyrant il distruttore, Stefano Di Marino (traduttore), Mark Gerber (progetto della copertina), 1 ed., supplemento al n. 1424 di Urania, Mondadori, 2001,  p. 242.